# Pyhäjärvi
Pyhäjärvi este o comună din Finlanda, lângă Tampere, pe teritoriul căreia este amplasat lacul Pyhäjärvi.